# Zhao Xintong
Zhao Xintong (赵新通S, ZhàoxīntōngP; Xi'an, 3 aprile 1997) è un giocatore di snooker cinese, professionista dal 2016, numero 6 del ranking, vincitore dello UK Championship 2021 e del Campionato Mondiale di Snooker 2025.

## Carriera
Zhao Xintong diventa professionista a 19 anni nel 2016 dopo qualche anno passato da wild-card nei tornei cinesi del Main Tour.
Nella stagione 2018-2019 arriva in semifinale al China Championship e ai quarti al Welsh Open, arrivando al 59º posto a fine stagione.

## Vita privata
Si allena a Sheffield con i connazionali Zhou Yuelong e Lyu Haotian.
Miglior Break: 147

## Ranking[5]
| Stagione  | Ranking iniziale | Ranking finale |
| --------- | ---------------- | -------------- |
| 2016-2017 | Non classificato | 87             |
| 2017-2018 | 72               | 77             |
| 2018-2019 | Non classificato | 58             |
| 2019-2020 | 58               | 29             |
| 2020-2021 | 29               |                |

## Tornei vinti

### Titoli Ranking: 2
| Titoli Ranking      | Titoli Ranking | Titoli Ranking | Titoli Ranking |
| ------------------- | -------------- | -------------- | -------------- |
| Competizione        | Anno           | Avversario     | Note           |
| UK Championship     | 2021           | Luca Brecel    | [ 6 ]          |
| German Masters      | 2022           | Yan Bingtao    | [ 7 ]          |
| Campionato mondiale | 2025           | Mark Williams  | [ 8 ]          |

| In squadra    | In squadra                                  | In squadra                                     | In squadra |
| ------------- | ------------------------------------------- | ---------------------------------------------- | ---------- |
| Competizione  | Anno/Compagno                               | Avversario                                     | Note       |
| Macao Masters | 2018/ Barry Hawkins, Ryan Day, Zhou Yuelong | Mark Williams, Joe Perry, Marco Fu, Zhang Anda | [ 9 ]      |